# Спичакова, Катя
Катя Спичакова (род. 6 августа 1999 года) — израильская спортсменка. Занимается виндсерфингом и яхтенным спортом.

## Биография
Родилась в Эйлате через полгода после того, как её родители эмигрировали в Израиль из Ужгорода. С шести лет начала заниматься триатлоном (была призёром израильских первенств, бросила в 2012 году), с десяти — виндсерфингом.
Трёхкратная чемпионка Израиля. В 2013 году завоевала серебряную медаль на чемпионате мира по виндсерфингу в польском Сопоте в молодёжном классе BIC Techno 293 в возрастной категории до 15 лет. В 2015 году стала чемпионкой мира по виндсерфингу в классе Techno 293 в высшей возрастной категории (до 17 лет).
В ноябре 2016 года выиграла молодёжный чемпионат мира в олимпийском классе RS:X, проходившем в Лимасоле, Кипр. В декабре того же года завоевала серебряную медаль на юношеском чемпионате мира по парусному спорту в Окленде, Новая Зеландия.
В августе 2019 на кубке мира в Эносиме удостоилась серебра. В том же году она взяла серебро на чемпионате мира на озере Гарда в Италии.

## Семья
Отец механик, мать Ирина — учительница, трое братьев и сестёр. Старшая сестра Маша — скрипачка, лауреат премии «Керен Шарет».